# Чернобог
Чернобог (още Чърнбог, Czarnobóg, Czernobuh) e бог, който според християнския мисионер Хелмолд (12 век) е почитан от славянските племена венди и полаби в днешна Източна Германия. Той е бог на мрака, господар на злото и смъртта, причинител на страдания, болка и скръб. Чернобог властва над мъртвите в Долната земя и е противоположност на светлия Белобог.
Чернобог е представян като жесток воин с ужасяваща външност. Винаги носи черна броня, а в ръка – магическо копие, готово за удар. Където удари, сее страх и мъка. По следите му се влачат всевъзможни зли сили. Вечно се бори с пресветлия Белобог – бог на доброто, приносител на светлината, радостта и щастието.
За да умилостивят Чернобог, славяните му жертват коне и хора, защото вярват, че всяко зло е в негова власт. Според средновековния хронист Хелмолд, балтийските славяни имали обичай да пият от обща ритуална чаша пред идола на Чернобог и преди да отпие, всеки изричал проклятие. Това било част от култа към Чернобог.
Чернобог е отъждествяван с Черноглав от „Книтлингасага“. Той е споменат в „Chronicon Slavorum“ и „Миснейската летопис“.